# Thomas Weinrich

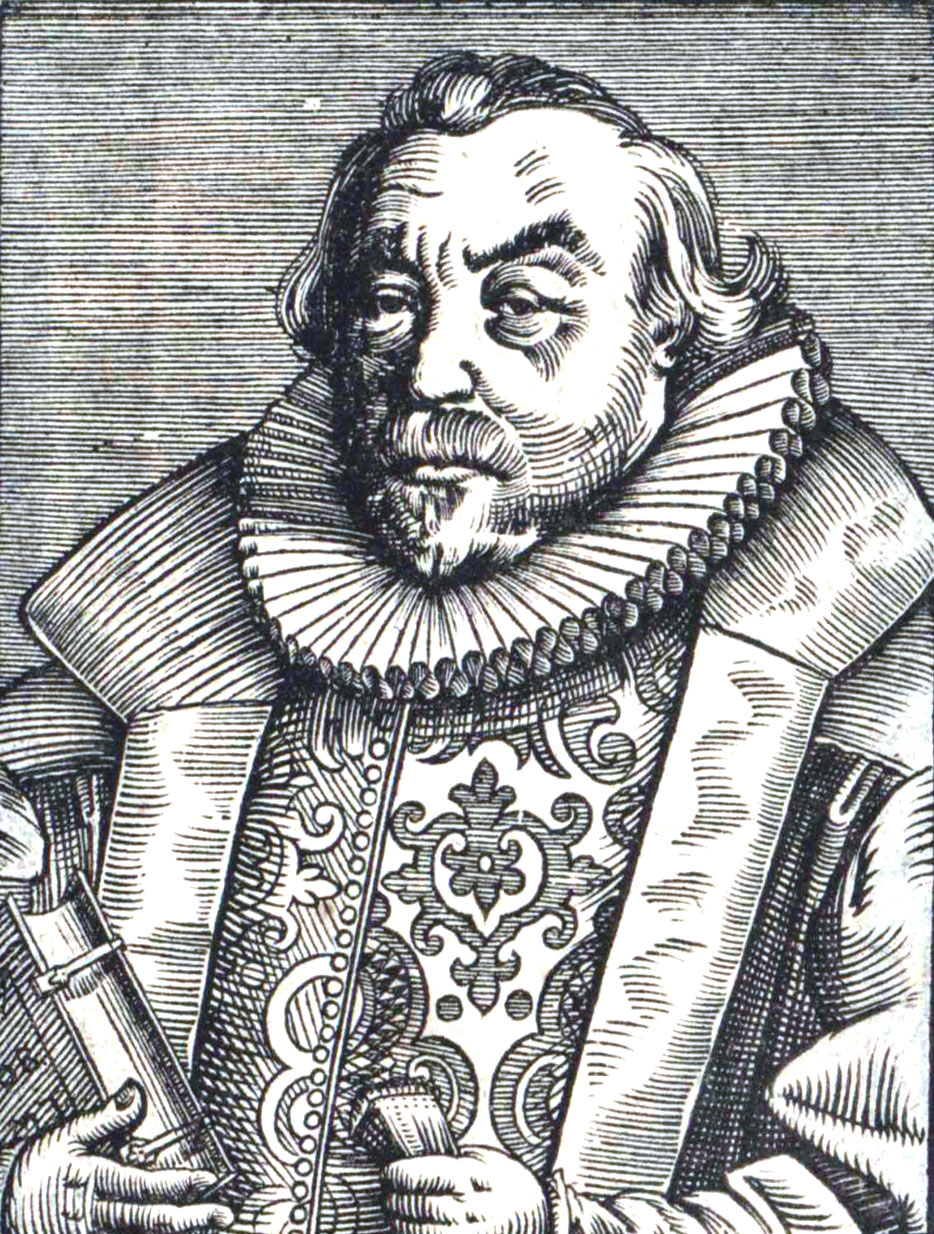
Thomas Weinrich, (Holzschnitt)

Thomas Weinrich (* 18. April 1588 in Hirschberg, Fürstentum Schweidnitz; † 4. Mai 1629 in Leipzig) war ein deutscher lutherischer Theologe.

## Leben
Thomas wurde als Sohn des Oberpfarrers in Hirschberg Thomas Weinrich und dessen Frau Emerentia geboren. Im Alter von fünf Jahren frequentierte er die Stadtschule seines Geburtsortes. 1604 wurde er Schüler des Maria-Magdalenen-Gymnasium in Breslau. Im Juli 1607 zog er an die Universität Leipzig, wo er im Haushalt seines Onkels Georg Weinrich Aufnahme fand. Dieser stellte ihn als Hauslehrer seines Sohnes Gottfried Weinrich an und verschaffte ihm eine Stelle im Chor der Nikolaikirche und ein Stipendium der theologischen Fakultät. An der philosophischen Fakultät erwarb Weinrich im März 1608 das Baccalaureat und am 31. Januar 1611 den akademischen Grad eines Magisters der Philosophie.
Anschließend trieb er seine theologischen Studien voran. Nebenbei wurde er im Juni 1611 Lehrer der Nikolaischule in Leipzig. Im Mai 1612 übernahm er eine Pfarrstelle in Meuselwitz bei Altenburg. 1614 zog er als Subdiakon an die Nikolaikirche in Leipzig, hier stieg er 1619 zum Diakon (Vesperprediger) auf und wurde 1621 Archidiakon daselbst. Am 14. Februar 1617 berief man in als Kollegial des Frauen-Kollegiums, wo er 1620 auch Präpositus wurde. Um den Anforderungen eines Theologen gerecht zu werden, absolvierte er an der Leipziger Alma Mater am 17. Juni 1613 das Baccalaureat der Theologie, erwarb am 5. Februar 1624 das Lizentiat und am 9. März 1629 den Doktortitel der Theologie. Nach dem Tod von Vincentius Schmuck ernannte man ihn 1628 zum Professor der Theologie an der Leipziger Hochschule. Allerdings entfaltete er in letzterer Tätigkeit keine nachhaltige Wirkung, da er erkrankte und verstarb. Er starb 1629 und man errichtete ihm in Leipzig einen Grabstein.

## Familie
Weinrich heiratete am 19. Januar 1613 in Altenburg Anna Suarinus, die Tochter des Generalsuperintendenten in Altenburg Abraham Suarinus. Aus der Ehe gingen vier Söhne und drei Töchter hervor, wovon drei Söhne und drei Töchter den Vater überlebten. Von den Kindern kennt man:
1. To. Sabina Elisabeth Weinrich ⚭ 1641 mit dem Mediziner und Physiker Johannes Ittig
2. To. Anna Cecilie Weinrich (* 12. Januar, ~ 14. Januar 1614 in Altenburg; † 24. Mai □ 26. Mai 1638 in Meuselwitz)[7] ⚭ 5. März 1633 mit dem Pfarrer Michael Wolfrum[8]
3. So. Polycarp Weinrich (* 1620 in Leipzig; † 1. August 1624 ebd.)[9]

## Schriften (Auswahl)
- Christliche LeichPredigt/ Von der allgemeinen Sterbligkeit der Menschen/ uber den Spruch Hebr. 9. c. Den Menschen ist gesetzt einmal zu sterben/ und darnach das gericht : Bey dem ... Leichbegängnüß/ Des ... Jacob Wolffens/ weyland Kirchvaters und Richters zu Meuselwitz/ Welcher den 9. Monatstag Septembris jetztlauffenden 1613. Jahres ... entschlaffen/ und folgenden XV. Sontag nach Trinitatis zur Vosperzeit ... auff den Gottesacker da/ selbst geschafft und begraben wordn / Gehalten in der Kirchen zu Meuselwitz.Johann Meuschke, Altenburg, 1613[10]
- Corona Diaconissarum Christliche Hochzeitpredigt Von der Hochzeitlichen Ehrenkron/ aller und jeder Diacon und Bischofflichen Diener Weiber/ mit wasserley herrlichen/ schönen Kleinodien und Edelgesteinen/ dieselbe müsse gezieret und geschmücket seyn ... : Bey Christlicher Copulation und Trawung/ Des ... Zachariae Halecii, Zittaviensis Silesii, Diaconi der Christlichen Gemeine zu Lucca Mit der ... Jungfrawen Maria ..., des Weyland ... Jacob Wolffens/ Kirchvaters und Richters zu Meuselwitz/ seligen/ hinterlassenen Tochter/ etc. Mittwochs nach Sexagesima, war der 2. Monatstag Martii / Anno 1614. in der Kirchen zu Meuselwitz gehalten ... . Thomas Schürer/Lorenz Kober, Leipzig, 1614, (Digitalisat)[11]

- Christliche Leichpredigt/ Von Abrahams Alter/ Todt und Begräbniß/ Genes. 25. c. Bey Leichbestattung Des ... Johan Börners/ Alten Bürgers und Buchführers in Leipzig/ : Welcher den 24. Iulii Anno 1616. in Gott selig entschlaffen/ und den 26. hernach Christlich zur Erden bestattet worden. Johann Börner d. J., Leipzig, 1616[12]
- Controversia De Spiritu Sancto, Contra Photinianos : In qua aeterna ipsius Deitas, nec non personalis existentia, non tantum solidis fundamentis astruitur: sed etiam a cavillationibus adversariorum vindicatur . Resp. Josua Stegmann. Thomas Schürer (Erben)/Valentin am Ende (Erben), Leipzig, 1616 (Digitalisat)
- Christliche Leichpredigt : Beym Begräbniß der ... Catharinae, Des ... Tobiae Frischmans/ Bürgers und Handelsmanns in Leipzig/ geliebten Haußfrawen/ Welche den 24. Iulii Anno 1617. in Christo sanfft und selig verschieden/ und den 27. hernach Christlicher weise zur Erden bestattet worden. Friedrich Lanckisch, Leipzig, 1617, (Digitalisat)[13]
- Christliche Leichpredigt/ Von dem Engelischen Ehrenschmuck der außerwehlten Kinder Gottes im zukünfftigen ewigen Leben/ [et]c. Uber den Spruch Matth. 22. In der Aufferstehung werden sie gleich seyn den Engeln/ etc. : Beym Begräbnüß des Erbarn und Wolgeachten Herrn/ Ludovici Flaschners/ Bürgers und HandelsManns in Leiptzig. Welcher den 26. Septembr. Anno 1617. in Gott selig entschlaffen/ und den 29. desselben eben am Tage des grossen ErtzEngels Michaelis/ Christlicher weise zur Erden bestattet worden. Friedrich Lanckisch, Leipzig, 1617, (Digitalisat)[14]
- De Papa Romano, Quaestio Iubilaea, An sacer ille homo sit Antichristus? Präsens: Vincentius Schmuck. Andreas Oswald, Leipzig, 1617, (Digitalisat)
- Exetaseēos Theologicae Disputatio I. opposita Abominationi Pontificiae in Articulo De Sacra Scriptura. Resp. Balthasar Hilscher[15]. Friedrich Lanckisch, Leipzig, 1618 (Digitalisat),
- Leichpredigt/ Uber den Spruch Mosis/ aus dem 90. Psalm/ Unser Leben wäret siebentzig Jahr/ [et]c. : Bey dem Christlichen Leichbegängniß des ... Sebastian Gerstenbergers/ Alten Bürgers in Leipzig/ Welcher den 21. Maii daselbst im 81. Jar seines alters sanfft und selig im Herrn entschlaffen/ und den 23. darauff (war eben der heilige Pfingstabend) Christlich zur Erden bestattet worden. Valentin am Ende (Erben, Leipzig, 1618, Digitalisat)[16]
- De Apostasia Romano-Papisticae Ecclesiae Disputatio I. Präs.: Heinrich Höpfner. Lorenz Kober, Leipzig, 1618, (Digitalisat) Disp. pro loco (Habil).
- Exetaseōs Theologicae Disputatio II. opposita Abominationi Pontificiae in Articulo De Ecclesia. Resp. Caspar Lunitius[17].  Friedrich Lanckisch, Leipzig, 1619, (Digitalisat)
- Exetaseōs Theologicae Disputatio III. opposita Abominationi Pontificiae, in Articulo De Ecclesia. Resp. Andreas Morus[18]. Friedrich Lanckisch, Leipzig, 1619, (Digitalisat)
- Exetaseōs Theologicae Disputatio IV. opposita Abominationi Pontificiae, in loco De Anti-Christo. Resp. Gallus Schacher[19]. Friedrich Lanckisch, Leipzig, 1619, (Digitalisat)
- Exetaseōs Theologicae Disputatio VI. opposita Abominationi Pontificiae, in Loco, De Bonis Operibus. Resp. Zacharias Queisser[20]. Friedrich Lanckisch, Leipzig, 1619 (Digitalisat)
- Thronus Christi Regalis. Einfältige Erklärung des CX. Psalms des Königlichen Propheten Davids : Darinnen von der großmächtigen/ Majestätischen Person/ hochtröstlichem Ampt und herrlichen Wolthaten des Herrn Messiae gehandelt wird. In Acht Predigten zu Leipzig in S. Niclaß Kirchen gehalten Anno 1614. Thomas Schürer (Erben), Leipzig, 1620 (Digitalisat)
- Christiana Kairoduleia. Thomas Schürer (Erben), Leipzig, 1621 (Digitalisat)
- Christliche LeichPredigt Aus den worten des 25. Psalms: Meine Augen sehen stets zu dem Herrn/ [et]c. : Bey dem ehrlichen Begräbnüß/ des ... Herrn Johann Weinmans/ Bürgers und Handelsmannes in Leipzig. Welcher den 9. Aprilis des 1622. Jahrs ... entschlaffen/ und hernach den 12. desselben/ Christlich zur Erden bestattet worden. Georg Liger, Leipzig, 1622[21]
- Aureolum Sacrum quo comprehenduntur Christianae Precationes, Et Colicte per integrum annum omnibus & singulis diebus septimanae recitandae, unà cum Cisio Jano & Calendario perpetuo ... . Gros/Liger, Leipzig, 1622
- Christliche Leichenpredigt ... Bey dem ... Leichenbegaengnues/ des ... Herrn Henning Grosen des Juengern/ ... Buchhaendlers zu Leipzig/ ... Welcher am ... 23. Aprilis, ... 1622. Jahrs ... bestattet worden. Justus Janson, Leipzig, 1622,[22]
- Examen sententiae Synodi Dordrechtanae De absoluto Praedestinationis Ac Reprobationis decreto Certis thesibus : Iussu Reverendi & Amplissimi Collegii Theologici in celeberrima Academia Lipsiensi comprehensum Ut de iis, divina favente & aspirante gratia, ... pro Licentia, quam vocant consequenda, assumendi, suo tempore, titulum Doctoris, in studio Theologico, publice disputetur Ad diem 4. & 5 Februarii Anno 1624. Leipzig, 1624
- Examen sententiae Synodi Dordrechtanae De absoluto Praedestinationis Ac Reprobationis decreto Certis thesibus : Iussu Reverendi & Amplissimi Collegii Theologici in celeberrima Academia Lipsiensi comprehensum Ut de iis, divina favente & aspirante gratia, ... pro Licentia, quam vocant consequenda, assumendi, suo tempore, titulum Doctoris, in studio Theologico, publice disputetur Ad diem 4. & 5 Februarii Anno 1624. Leipzig, 1624,
- Christliche Leichenpredigt Uber den Spruch I. Johan. I. Das Blut Jesu Christi des Sohnes Gottes/ macht uns rein von allen sünden : Bey Sepultur und Begräbniß Des ... Jobst Heinrich Gwandschneiders von Nürmberg/ Handeldieners. Welcher zu Leipzig den 21. Julii Anno 1624. ... verschieden/ und den 23. hernach ... bestattet worden. Georg Ritzsch, Leipzig, 1625 (Digitalisat)[23]
- Christliche Leichpredigt Aus dem XIII. Psalm/ Herr wie lang wiltu mein so gar vergessen/ [et]c. Bey dem Begräbnüs der ... Maria, Des ... Melchior Hertzens von Nürnbergk/ Bürgers und Händlers zu Leipzig/ geliebten Haußfrawen. : Welche den 15.Iunii, oder damals die Mittwoch nach Trinitatis, dieses 1625. Jahres/ in Christo entschlaffen/ und den 17. hernach Christlich zur Erden bestattet worden. Georg Liger, Leipzig, 1625[24]
- Christliche Leichpredigt/ Von der Klage der betrübten Zion/ der Christlichen Kirchen uber ihrem erbärmlichen zustande/ und von dem Trost/ damit Gott selber solche klage und beschwerung moderiren und mindern thut : Aus dem Spruch Esaiae 49. Capit. Zion spricht/ der HErr hat mich verlassen/ [et]c. Bey dem Begräbnüs Der Erbarn und Tugentsamen Frawen Maria/ Des Ehrnvesten unnd Wolgeachten Herrn Christoph Schilerts/ Bürgers in Leipzig Ehelichen Haußfrawen/ Welche den 27. Junii, des instehenden 1626. Jahrs/ nach Mittag umb 1. uhr/ sanfft und selig im HErrn entschlaffen/ und darauff den 29. eiusdem, am tage der beyden Apostel Petri und Pauli/ daselbst ehrlich zur Erde bestattet worden. Gregor Ritzsch, Leipzig, 1626, (Digitalisat)[25]
- Christliche LeichPredigt/ Uber den Spruch Sap. 3. Der Gerechten Seelen sind in Gottes Hand/ [et]c. : Beym Begräbnis des Erbarn und Kunstreichen Meister Andreae Münsters/ Bürgers und Barbierers zu Leipzig. Welcher den 12. Februarii des 1627. Jahres sanfft und selig entschlaffen/ und den 14. darauff Christlich zur Erden bestattet worden. Gregor Ritzsch, Leipzig, 1627, (Digitalisat)[26]
- Christliche Leichpredigt uber den Spruch S. Pauli Rom. 8. cap. Sind wir denn Kinder/ so sind wir auch Erben/ nemlich Gottes Erben/ und Miterben Christi/ so wir anders mit leiden/ [et]c. : Beym Begräbnüß des Erbarn und Nahmhafften Gregor Clausens/ Bürger und Gastwirts zu Leipzig. Welcher den 12. Septembris jetztlauffenden 1627. Jahrs sanfft und selig entschlaffen/ und den 14. eiusdem darauff ehrlich zur Erden bestattet worden. Gregor Ritzsch, Leipzig, 1627, (Digitalisat)[27]
- Christliche LeichPredigt/ Uber den Spruch S. Pauli Philip. I. cap. Ich habe Lust abzuscheiden/ [et]c. Beym Begräbnis Des ... Caspari Schachers/ SS. Theol. Candidati, und SonnabendPredigers zu S. Niclas. : Welcher den 13. Iulii sanfft und selig im Herrn entschlaffen/ und den 16. eiusdem Christlich zur Erden bestattet worden. Gregor Ritzsch, Leipzig, 1628, (Digitalisat)[28]
- Votum Annuum In Honorem Natalitium Illustrißimi ... Domini Dn. Johannis Philippi, Ducis Saxoniae, Iuliae, Cliviae & Montium, Landgravii Thuringiae, Marchionis Misniae, Comitis in Marca & Ravensburg, Dynastae in Ravenstein, Prinicpis ac Domini sui clementissimi, Cùm XXV. Ianuarii Anno MDCXXIIX. Annum Aetatis suae XXXII. feliciter auspicaretur / Faustae & submissae gratulationis, ac debitae fidelitatis contestandae studio humilime oblatum. Gregor Ritzsch, Leipzig, 1628, (Digitalisat)